# Wei Jianxing
Wei Jianxing en chino: 尉健行; pinyin: Wèi Jiànxíng; (Xinchang, enero de 1931 – Pekín, 7 de agosto de 2015) fue un  político dirigente del Partido Comunista de China, en la década de 1980 y 1990. Ocupó una serie de importantes cargos, incluyendo miembro del Comité Permanente del Buró Político del Comité Central, la Secretaría de la Comisión Central para la Inspección Disciplinaria, la Secretaría del Partido Comunista de Beijing y la presidencia de la Federación Nacional de Sindicatos.

## Biografía
Wei Jianxing nació en el condado de Xinchang, provincia de Zhejiang. En 1947 se mudó a Shanghái y comenzó sus estudios en la Universidad de Guanghua, hoy conocida como Universidad Normal del Este de China, donde entabló amistad con Qiao Shi, quién fuera dirigente del movimiento estudiantil del Partido Comunista en la clandestinidad. Wei al partido en marzo de 1949.
Más tarde se matriculó en Universidad Tecnológica de Dalian, graduándose en 1952 con especialización en mecánica. Entre 1952 y 1953, estudió ruso en la ciudad de Fushun y fue enviado a la Unión Soviética para estudiar gestión industrial hasta 1955. En los albores de la Revolución Cultural  fue desacreditado políticamente pero fue desagraviado en 1970, convirtiéndose en el líder del comité revolucionario de la fábrica en la que trabajaba. Entre 1981 y 1983 fue alcalde de Harbin.
Wei fue transferido para trabajar en la Federación Nacional de Sindicatos, donde trabajó en la Secretaría de Organización. Luego, llegó a ser jefe del Departamento de Organización del partido. Su trabajo ganó el reconocimiento del entonces Secretario General del partido, Hu Yaobang. En 1987 Hu fue apartado de su cargo, en medio de una lucha de poder entre las fuerzas conservadoras dentro del partido y Wei, que permanecía leal a Hu, fue transferido fuera de los órganos de poder para trabajar como Ministro de Supervisión, un puesto de escasa importancia. Mientras estaba en ese cargo, jugó un papel importante en el desarrollo de programas para la supervisión de funcionarios públicos, así como en el desarrollo de normas y reglamentos para la disciplina de los funcionarios del gobierno.
En octubre de 1992, durante XIV Congreso del Partido, Wei estuvo elegido miembro del Politburó, además de convertirse en secretario de Secretaría Central, y secretario de Comisión Central para la Inspección Disciplinaria. Durante su gestión, fueron procesados alrededor de 680.000 casos. El más prominente fue el que se abrió contra Chen Xitong, entonces jefe del partido en Beijing, quién fue investigado por corrupción en julio de 1994 y expulsado del partido un mes más tarde. Ante la caída en desgracia de Chen, asumió la jefatura del partido en Pekín y permaneciendo por dos años en el cargo. En 1993, asumió también la presidencia de la Federación Nacional de Sindicatos, manteniéndose al frente por dos períodos. Durante el XV Congreso del Partido, celebrado en 1997, Wei consiguió un escaño en el Comité Permanente del Buró Político del Comité Central, aunque siguió desempeñándose en la comisión de disciplina.
Se retiró en 2002 y abandonó la vida pública, aunque continuó asistiendo a algunas reuniones oficiales de manera esporádica. Falleció en Beijing el 7 de agosto de 2015.